# مشروع إيكون يضيء إفريقيا
إيكون يُضيء أفريقيا (بالإنجليزية: Akon Lighting Africa)‏ هوَ مشروع بدأ في فبراير عام 2014 على يَد المُغني السابق إيكون وَسامبا باثيلي وَثيون نيانغ، حيثُ يهدف المشروع إلى توفير الكهرباء في أفريقيا عن طريق الطاقة الشَمسية، وكانت بداية المشروع بتركيب أعمدة الإنارة باستخدام الطاقة الشمسية وَتركيب وأنظمة طاقة صَغيرة.

## المشروع

### التاريخ
ذَكَرَ إيكون، أنهَ هوَ وَثيون نيانغ قد عاشا في منطقة كاولاك في السنغال في بَلدة من غير كهرُباء، لذلك في عام 2013 قرر الاثنان العمل على المُساعدة في تحول وتطور أفريقيا، ومن ثُم انضم سامبا باتيلي إليهم حيثُ قدم عدد من الحُلول من خلال شَركته سولكترا إنت، والتي تقوم بتوفير معدات تَعمل على الطاقة الشَمسية، لذلك وبعد اجتماعهم مع بعضهم انطلقَ المشروع في فبراير 2014، حيثُ يعمل المشروع الآن على تزويد 14 بَلد أفريقية بالكهرباء، بالإضافة إلى توظيف أكثر من 5000 شَخص مُعظمه من فئة الشَباب، حيثُ يقومون بتركيب وصيانة معدات الطاقة الشَمسية.

### الدول
في عام 2014، بدأت مجموعة إيكون بالعمل في 11 دولة أفريقية: غينيا وَالسنغال وَمالي والنيجر وَبنين وَسيراليون.
في عام 2016، امتد المَشروع، فأصبح يَضُم 25 دولة:
- مالي
- النيجر
- السنغال
- غينيا (كوناكري)
- بوركينا فاسو
- سيراليون
- بنين
- غينيا الاستوائية
- الغابون
- جمهورية الكونغو
- ناميبيا
- مدغشقر
- كينيا
- نيجيريا
- جنوب أفريقيا
- أنغولا
- موزمبيق
- تنزانيا
- توغو
- تشاد
- ساحل العاج
- جمهورية الكونغو الديمقراطية
- رواندا
- أوغندا
- بوتسوانا

### أكاديمية الطاقة الشمسية
أَعلنت المجموعة عن إطلاق أكاديمية الطاقة الشمسية (Solar Academy) في باماكو في مالي، وكان ذلك خلال منتدى الأمم المتحدة الثاني للطاقة المستدامة للجميع في نيويورك، حيثُ تعمل الأكاديمية على تعليم الطُلاب كيفية استعمال الألواح الشمسية التي تُضيء أفريقيا، وقال سامبا باثيلي في مُقابلة أُجريت مَعه: «الشمس موجودة ولدينا التقنيات المُبتكرة لِجلب الكهرباء للمنازل والمُجتمعات المَحلية، ونحن الآن بِحاجة لتعزيز خبرة المجتمع الأفريقي، وهذا هوَ هدفُنا».

## روابط خارجية
- الموقع الرسمي